# 奧扎林齊
48°32′26″N 27°48′25″E / 48.54056°N 27.80694°E

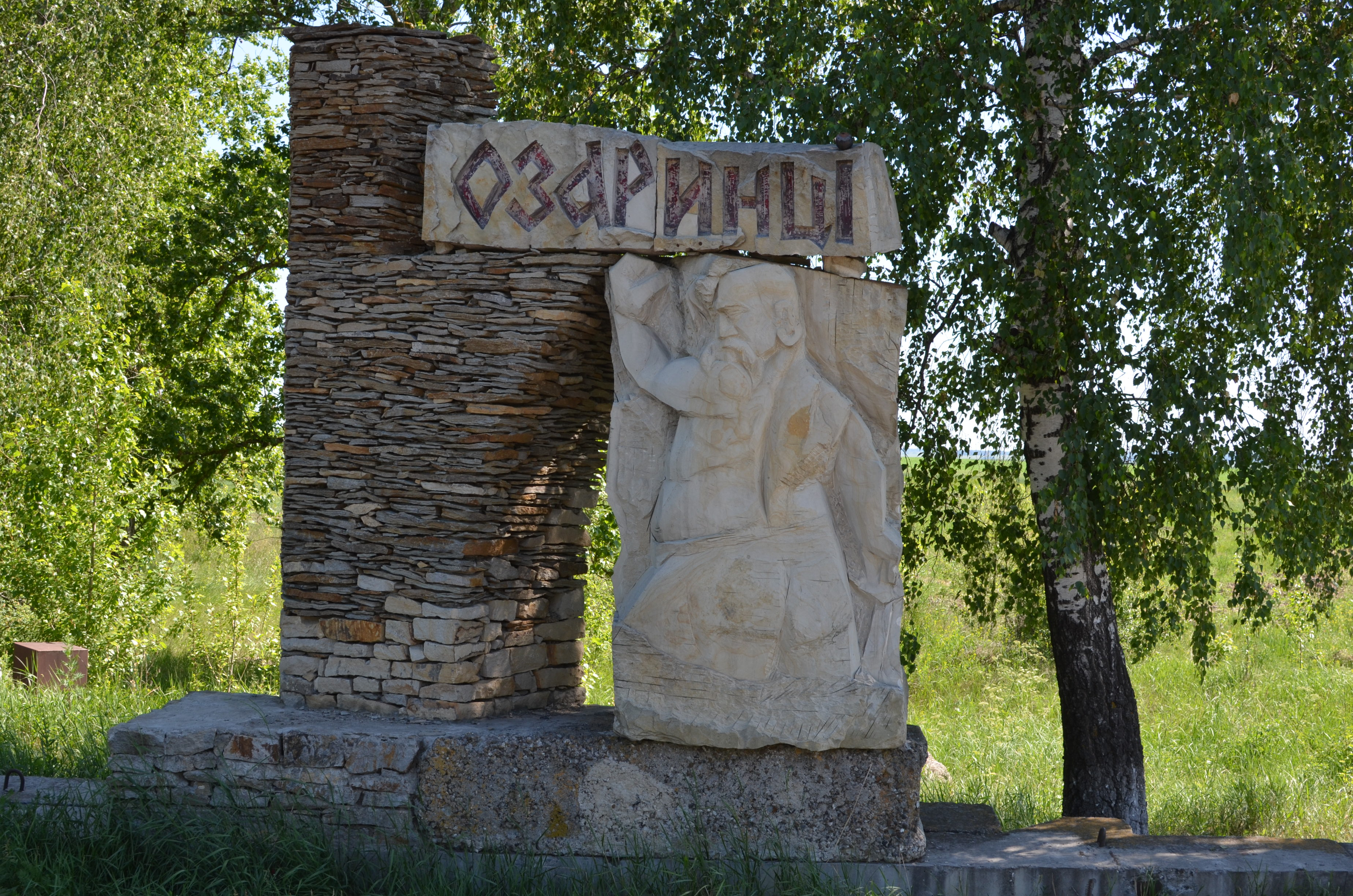
村庄入口处

奧扎林齊（烏克蘭語：Озаринці），是烏克蘭西南部的村莊，隸屬文尼察州的莫希利夫-波迪利斯基区莫希利夫-波迪利斯基市镇。該村處於內米亞河畔，始建於1431年，面積5.03平方公里，海拔高度153米，2001年人口1,987。